# Lijst van voetbalinterlands Antigua en Barbuda - Montserrat
Deze lijst van voetbalinterlands is een overzicht van alle officiële voetbalwedstrijden tussen de nationale teams van Antigua en Barbuda en Montserrat. De landen speelden tot op heden twee keer tegen elkaar. De eerste ontmoeting, een kwalificatiewedstrijd voor de Caribbean Cup 2005, werd gespeeld in Basseterre (Saint Kitts en Nevis) op 2 november 2004. Het laatste duel, een kwalificatiewedstrijd voor het Wereldkampioenschap voetbal 2022, vond plaats op 24 maart 2021 in Willemstad (Curaçao).

## Wedstrijden
| № | Plaats     | Datum           | Competitie                      | Wedstrijd                       | Uitslag |
| - | ---------- | --------------- | ------------------------------- | ------------------------------- | ------- |
| 1 | Basseterre | 2 november 2004 | Caribbean Cup 2005 kwalificatie | Montserrat – Antigua en Barbuda | 4 – 5   |
| 2 | Willemstad | 24 maart 2021   | WK 2022 kwalificatie            | Antigua en Barbuda − Montserrat | 2 − 2   |

## Samenvatting
| Competitie                 | Totaal gespeeld | Winst Antig. en Barb. | Gelijk | Winst Montserrat | Doelsaldo Antig. en Barb. – Montserrat |
| -------------------------- | --------------- | --------------------- | ------ | ---------------- | -------------------------------------- |
| WK-kwalificatie            | 1               | 0                     | 1      | 0                | 2 − 2                                  |
| Caribbean Cup-kwalificatie | 1               | 1                     | 0      | 0                | 5 − 4                                  |
| Totaal                     | 2               | 1                     | 1      | 0                | 7 − 6                                  |

ABFA · A-internationals · Vrouwenelftal van Antigua en Barbuda
Amerikaanse Maagdeneilanden ·
Anguilla ·
Aruba ·
Bahama's ·
Barbados ·
Bermuda ·
Britse Maagdeneilanden ·
Cuba ·
Curaçao ·
Dominica ·
Dominicaanse Republiek ·
El Salvador ·
Estland ·
Grenada ·
Guatemala ·
Guyana ·
Haïti ·
Hongarije ·
Jamaica ·
Kaaimaneilanden ·
Montserrat ·
Nederlandse Antillen ·
Puerto Rico ·
Saint Kitts en Nevis ·
Saint Lucia ·
Saint Vincent en de Grenadines ·
Suriname ·
Trinidad en Tobago ·
Verenigde Staten
MFA · A-internationals
1990 – 1999 · 
2000 – 2009 · 
2010 – 2019 ·
2020 − 2029
1991 · 
1992 · 
1993 · 
1994 · 
1995 · 
1996 · 
1997 · 
1998 · 
1999 · 
2000 · 
2001 · 
2002 · 
2003 ·
2004 · 
2005 · 
2006 · 
2007 · 
2008 · 
2009 · 
2010 · 
2011 · 
2012 ·
2013 ·
2014 ·
2015 ·
2016 ·
2017 ·
2018 ·
2019 ·
2020 ·
2021 ·
2022 ·
2023 ·
2024 ·
Amerikaanse Maagdeneilanden ·
Anguilla ·
Antigua en Barbuda ·
Aruba ·
Barbados ·
Belize ·
Bermuda ·
Bhutan ·
Britse Maagdeneilanden ·
Curaçao ·
Dominicaanse Republiek ·
El Salvador ·
Grenada ·
Guyana ·
Haïti ·
Kaaimaneilanden ·
Nicaragua ·
Panama ·
Saint Kitts en Nevis ·
Saint Lucia ·
Saint Vincent en de Grenadines ·
Suriname ·
Trinidad en Tobago